# Czartoryskimattan
Czartoryskimattan är en hovmanufakturmatta från Persien från 1600-talet, som troligen vävts i Isfahan.
Den är vävd på en botten av bomull med knutar av silke samt guld- och silver. Fältet är fylld med blommor, blad och vridna vinrankor, typiskt för persiska mattor från safaviddynastin. Mattan är 486,4 centimeter lång och 217,5 bred.
Mattan har invävt ett polskt adelsvapen och kom, efter att ha visats på Världsutställningen i Paris 1878 av den polske prinsen Władysław Czartoryski, att ge denna typ av persiska silkesmattor med inslag av guld- och silvertrådar benämningen polenmattor ("tapis polonais") av europeiska konstexperter, en term som fortfarande används inom konsthandeln.

## Proveniens
Mattan har troligen den polska familjen Myszkowskis vapensköld. Denna familj var en av flera polska släkter som använde varianter av samma grundläggande adelsvapen, det så kallade  Jastrzębiec-vapnet. Mattan har beställts i Isfahanprovinsen, troligen i Isfahan eller möjligen i Kashan 1668 av polacken Franciszek Myszkowski (omkring 1625–1669), kastellan av Belz och marskalk i den polske kungens högsta domstol ("Trybunał Koronny").
Under senare delen av 1800-talet ägdes mattan av den polske prinsen Władysław Czartoryski och därefter av herr Larcade i Paris till 1927. Detta år köptes mattan av den amerikanske industrimagnaten John D. Rockefeller. Dennes son John D. Rockefeller Jr. (1874–1960) överlät den, genom John D. Rockefeller Jr. och Harris Brisbane Dick Fund, till Metropolitan Museum of Art i New York 1945.

## Bildgalleri

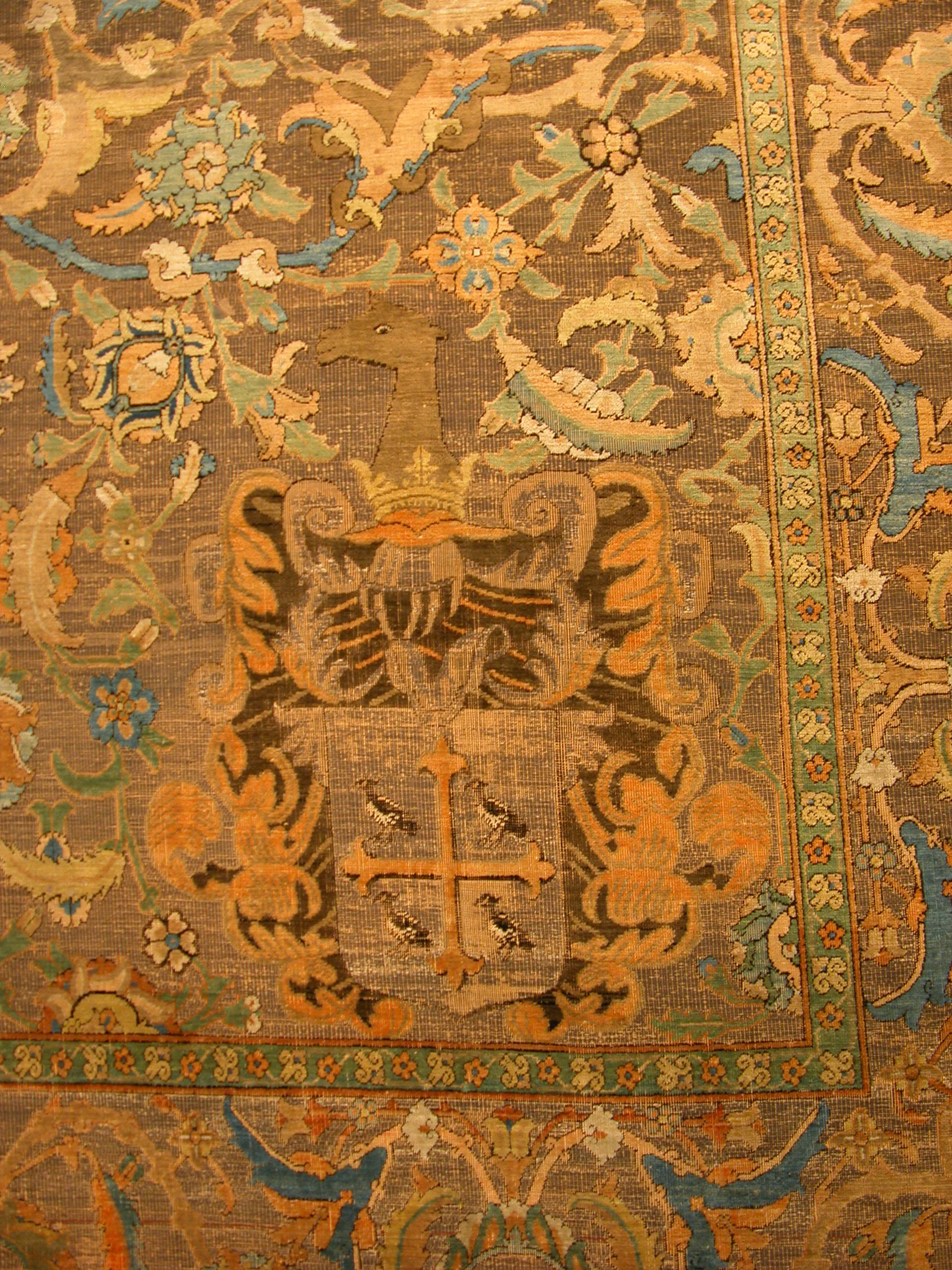
Detalj med polskt adelsvapen, troligen familjen Myszkowskis
Släkten Myszkowskis vapen